# Filip Antonijević
Filip Antonijević (in serbo Филип Антонијевић?; Belgrado, 24 luglio 2000) è un calciatore serbo, difensore svincolato.

## Carriera
Cresciuto nel settore giovanile del Partizan, gioca il suo primo incontro ufficiale il 12 agosto 2018 con la maglia del Teleoptik in occasione dell'incontro di Prva Liga Srbija vinto 1-0 contro il Novi Pazar.

## Statistiche
Statistiche aggiornate al 2 novembre 2021.

### Presenze e reti nei club
| Stagione        | Squadra         | Campionato      | Campionato | Campionato | Coppe nazionali | Coppe nazionali | Coppe nazionali | Coppe continentali | Coppe continentali | Coppe continentali | Altre coppe | Altre coppe | Altre coppe | Totale | Totale | Totale |
| Stagione        | Squadra         | Comp            | Pres       | Reti       | Comp            | Pres            | Reti            | Comp               | Pres               | Reti               | Comp        | Pres        | Reti        | Pres   | Reti   |        |
| --------------- | --------------- | --------------- | ---------- | ---------- | --------------- | --------------- | --------------- | ------------------ | ------------------ | ------------------ | ----------- | ----------- | ----------- | ------ | ------ | ------ |
| 2018-2019       | Teleoptik       | 1L              | 30         | 2          | CS              | 1               | 0               |                    | -                  | -                  |             | -           | -           | 31     | 2      |        |
| 2019-2020       | Kolubara        | 1L              | 5          | 1          | CS              | 2               | 0               |                    | -                  | -                  |             | -           | -           | 7      | 1      |        |
| 2020-gen. 2021  | Metalac         | SL              | 17         | 3          | CS              | 2               | 0               |                    | -                  | -                  |             | -           | -           | 19     | 3      |        |
| gen.-giu. 2021  | MTK Budapest    | NB1             | 2          | 0          | CU              | 1               | 0               |                    | -                  | -                  |             | -           | -           | 3      | 0      |        |
| 2021-2022       | Metalac         | SL              | 11         | 1          | CS              | 1               | 0               |                    | -                  | -                  |             | -           | -           | 12     | 1      |        |
| Totale carriera | Totale carriera | Totale carriera | 65         | 7          |                 | 7               | 0               |                    | -                  | -                  |             | -           | -           | 72     | 7      |        |